# Лоран, Грета
Грета Лоран (Greta Laurent; род. 3 мая 1992, Иврея, Пьемонт) — итальянская лыжница, участница Олимпийских игр 2014 и 2018 годов. Специализируется в спринтерских гонках.

## Карьера
В Кубке мира Лоран дебютировала 3 декабря 2011 года, на следующий день первый раз попала в тридцатку лучших на этапе Кубка мира, в командном спринте. Всего на сегодняшний момент имеет 15 попаданий в тридцатку лучших на этапах Кубка мира, 7 в командном спринте и 8 в личном. Лучшим достижением Лоран в общем итоговом зачёте Кубка мира является 104-е место в сезоне 2012-13.
На Олимпийских играх 2014 года в Сочи заняла 26-е место в спринте.
За свою карьеру принимала участие в одном чемпионате мира, на чемпионате мира 2011 года была 31-й в спринте.
Использует лыжи и ботинки производства фирмы «Rossignol».

## Личная жизнь
Жена лыжника Федерико Пеллегрино.